# Roger Lapébie

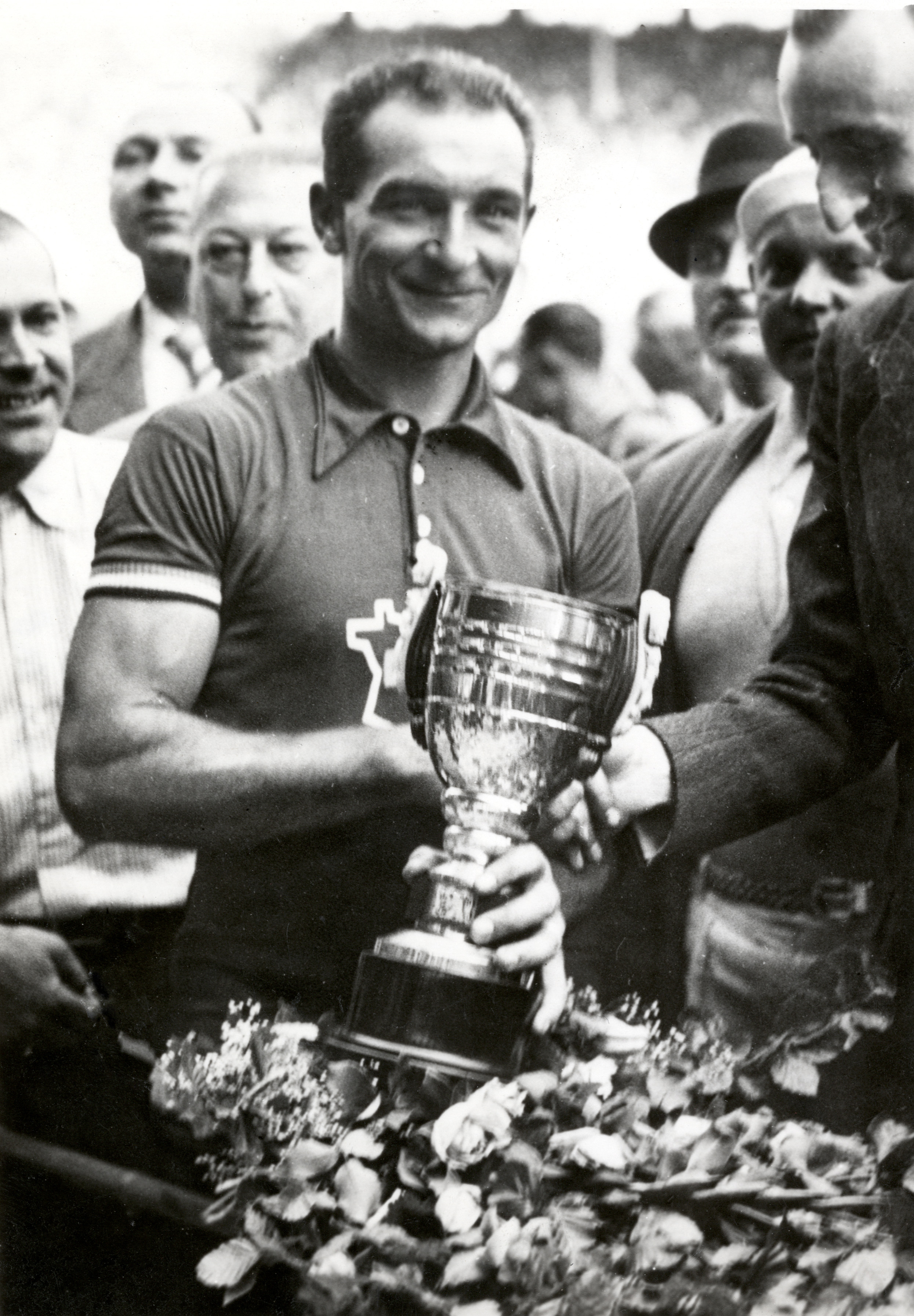
Roger Lapébie 1937 nach dem Gewinn der Tour de France

Roger Lapébie (* 16. Januar 1911 in Bayonne; † 12. Oktober 1996 in Pessac) war ein französischer Radrennfahrer. Er war der Bruder von Guy Lapébie.

## Karriere
Lapébies Profikarriere begann 1932 und endete mit Beginn des Zweiten Weltkriegs. Ein Versuch, 1946 noch einmal mit dem Radsport zu beginnen, blieb erfolglos.
1932 gewann Lapébie insgesamt drei Etappen bei Rundfahrten und ein Eintagesrennen in Argentan. 1933 gewann Lapébie die französische Meisterschaft. Ebenfalls siegte er bei den Radrennen Paris–Angers und Paris–Saint-Étienne. Außerdem gewann er zwei Etappenrennen, wobei er vier Etappensiege einfuhr.
1934 gewann Lapébie das Critérium National, das Rennen Paris–Saint-Étienne sowie Paris–Vichy. Beinahe hätte er auch Paris–Roubaix gewonnen, er wurde jedoch disqualifiziert. Bei Paris–Nizza belegte er den zweiten Platz und gewann zwei Etappen. Bei der Tour de France 1934 wurde er Dritter, wobei er fünf Etappen gewann und sechsmal Zweiter wurde. 1935 gewann er erneut bei Paris–Saint Etienne, wurde Zweiter bei Paris–Tours und Dritter bei Marseille–Lyon. Zusammen mit Maurice Archambaud gewann er das Sechstagerennen von Paris. 1936 gewann er ein Grand-Prix-Rennen in Vichy.
Bis 1936 war Lapébie für den Rennstall La Francaise-Dunlop gefahren, 1937 wechselte er zu Mercier-Hutchinson. Nach Siegen bei Paris–Nizza und beim Critérium National gelang ihm bei der Tour de France der große Triumph, neben drei Etappensiegen übernahm er nach der 17 Etappen das Gelbe Trikot vom Belgier und Vorjahressieger Sylvère Maes, nachdem dieser eine Zeitstrafe erhalten hatte. Daraufhin zogen sich alle Belgier aus dem Rennen zurück, Lapébie konnte das Gelbe Trikot bis ins Ziel nach Paris bringen; er hatte am Ende sieben Minuten Vorsprung auf den Zweiten Mario Vicini und 26 Minuten Vorsprung auf den Dritten Leo Amberg.
1938 hieß sein Rennstall Mercier-Hutchinson-Lapébie. Er gewann das Rennen Paris–Sedan und wurde bei der französischen Meisterschaft ebenso Vierter wie bei Paris–Tours. 1939 gelang ihm ein Etappensieg bei Paris–Nizza. Er erreichte den zweiten Platz bei Paris–Rennes und den dritten Platz bei Paris–Roubaix.
Seit dem Tod von Nicolas Frantz im November 1985 war Lapébie bis zu seinem Tod der älteste noch lebende Tour-de-France-Sieger.

## Palmarès
- Sieg bei der Tour de France 1937.
- Französischer Meister (1933)
- Paris–Nizza (1937)
- 2. Rang bei Paris–Nizza (1934)
- 2. Rang bei Paris–Tours (1935)
- 3. Rang bei Paris–Roubaix (1939)

### Klassierungen bei der Tour de France
- Tour 1932: 23. Rang (1 Etappensieg)
- Tour 1933: 29. Rang
- Tour 1934: 3. Rang (5 Etappensiege)
- Tour 1935: aufgegeben
- Tour 1937: 1. Rang (3 Etappensiege)
- Tour 1939: aufgegeben